# ألفرد روك
ألفرد بطرس روك (1882 – 22 أبريل 1942) سياسي فلسطيني، كان يُعد أحد الوجوه البارزة للحركة الوطنية الفلسطينية، وكان أحد أعضاء اللجنة العربية العليا لفلسطين.

## نشأته وتحصيله العلمي
وُلد ألفرد بطرس روك في مدينة يافا لعائلة مسيحية فلسطينية من طائفة اللاتين. تلقى تعليمه الابتدائي والإعدادي في مدرسة الفرير في يافا، ثم في مدرسة عينطورة في لبنان. توجه بعد ذلك إلى فرنسا حيث التحق بمدرسة بوفيه الزراعية وتخرج منها في مجال الهندسة الزراعية.

## حياته السياسية
عاد إلى وطنه فلسطين، وعمل في مجال تحسين زراعة البرتقال في يافا، ثم اضطر للتوجه إلى اليونان عام 1905 حيث أقام فيها حتى عام 1908. عاد إلى فلسطين مجددًا وأسس عام 1911 ناديًا رياضيًا في مدينة يافا واختير رئيساً له، كما اختير عضوًا في مجلس بلدية يافا خلال فترة الحرب العالمية الأولى وهو ذات المنصب الذي شغله لاحقًا أيضًا بين الفترة منذ عام 1927 وحتى عام 1934.
أبعدته السلطات العثمانية إلى الأناضول بعد أن نشط في تأييد الثورة العربية الكبرى على العثمانيين عام 1916 ، ثم عاد إلى يافا بعد انتهاء الحرب العالمية الأولى، وعمل في مجال تصدير البرتقال اليافاوي خصوصًا إلى بريطانيا، ونشط حينها في الحركة الوطنية الفلسطينية.
شارك عام 1927 في إنشاء الحزب الحر الفلسطيني الذي تأسس في مدينة يافا، وكان ألفرد روك عضوًا في المؤتمر العربي الفلسطيني السابع الذي عُقد في مدينة القدس في يونيو 1928، وانتخب عضوًا في اللجنة التنفيذية المنبثة عنه.
اختير في سبتمبر 1929 عضوًا في اللجنة الإدارية المنبثة عن المؤتمر الوطني بيافا احتجاجًا على قمع سلطات الانتداب البريطاني لهبّة البراق، ثم اختارته اللجنة التنفيذية للمؤتمر العربي الفلسطيني في 21 يناير 1930 عضوًا في الوفد العربي الفلسطيني إلى لندن في مارس 1930 برئاسة موسى كاظم الحسيني.
انتسب بعد ذلك إلى الحزب العربي الفلسطيني وانتخب نائبًا لرئيسه جمال الحسيني، وفي 20 أبريل 1936 كان ممن وقعوا بيان رجالات يافا الداعي للمشاركة في الإضراب العام، كما اختير عضوًا في اللجنة المسؤولة عن الإضراب.
اختير في 25 أبريل 1936 عضوًا في اللجنة العربية العليا لفلسطين، في 20 أغسطس 1936 كان أحد موقعي بيان الزعماء المسيحيين في فلسطين الذين دعوا العالم المسيحي لإنقاذ الأماكن المقدسة في فلسطين من الحركة الصهيونية.
في خريف عام 1936 تقدم ألفرد روك للشهادة أمام لجنة التحقيق البريطانية في أحداث الثورة الفلسطينية، وبعدما حلت سلطات الانتداب البريطاني اللجنة العربية العليا في 1 أكتوبر 1937 نُفي إلى خارج فلسطين، فحضر في جنيف برفقة عوني عبد الهادي جلسات عصبة الأمم هناك.
كان روك عضوًا في الوفد الفلسطيني إلى مؤتمر لندن الذي عُقد في فبراير 1939، وفي عام 1942 عاد إلى فلسطين بعد أن سمحت له سلطات الانتداب البريطاني بذلك.

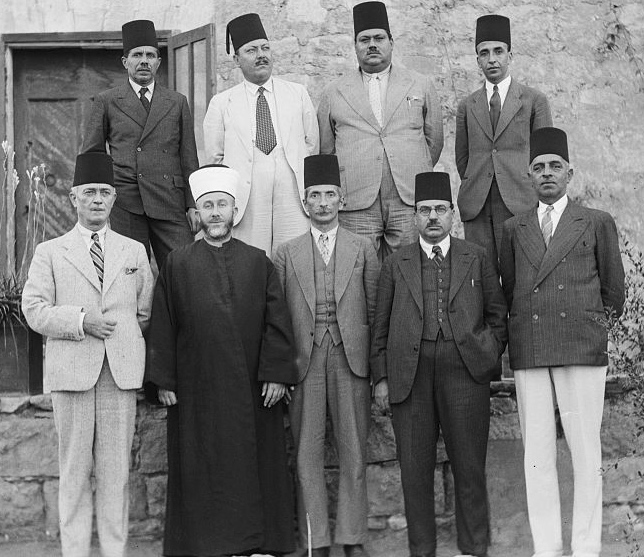
أعضاء اللجنة العربية العليا، 1936، الصف الأمامي الأول من يمين الصورة بالترتيب: ألفرد روك، عبد اللطيف صلاح، أحمد حلمي عبد الباقي، أمين الحسيني، راغب النشاشيبي.

## وفاته
توفي ألفرد روك بتاريخ 22 أبريل 1942 في حي العجمي في مدينة يافا، وهو في طريقه إلى مكتبه، إثر سكتة قلبية حادة، ونُقل إلى المشفى الفرنسي في المدينة حيث أعلن فيه عن وفاته. شيع جثمانه ظهر يوم 23 أبريل 1942 في حي العجمي، ودفن في مقبرة اللاتين بيافا.